# Pansexualismus
Als Pansexualismus bezeichneten kirchliche Pamphlete der 1920er und 1930er Jahre die Psychoanalyse von Sigmund Freud. Es wird darauf abgestellt, dass Freud unbewusste sexuelle Triebkräfte, bzw. deren Unterdrückung, für das auffällige Verhalten seiner Patienten verantwortlich machte. Freud unterstütze damit die sittliche Verrohung des Menschen, er stifte heidnische „Kulte der Sexualvergötterung“. Die Einschätzung verkennt, dass Freuds Theorie keineswegs sexualisierende Elemente beinhaltete, sondern im Gegenteil gerade die Bewusstmachung und Kontrolle solcher Triebe des Es (Sexualität, Aggression) durch das kulturell gezähmte Ich zum Ziel der Behandlung erklärte.
Die Diskussion über Inhalte und Wertigkeit der modernen Psychoanalyse hat sich von den damals geltenden Urteilen gelöst. Heutige Autoren greifen die Bezeichnung noch manchmal im Rahmen von allgemein kultur- und zivilisationskritischen Texten auf, um auszudrücken, dass ihrer Ansicht nach sexuelle Themen und Inhalte allgegenwärtig geworden sind.